# 聖胡安德烏拉巴
聖胡安德烏拉巴是哥倫比亞的城鎮，位於該國北部，由安蒂奧基亞省負責管轄，距離首府麥德林522公里，始建於1986年，面積239平方公里，海拔高度2米，2002年人口22,175。

## 外部連結
- （西班牙文） El Colombiano newspaper; San Juan beberá de mejores fuentes

8°46′N 76°32′W / 8.767°N 76.533°W